# Dorota Kinal
Dorota Katarzyna Kinal (ur. 1965 w Kościanie) – polska nauczycielka i polityk, w latach 2014–2015 wicewojewoda wielkopolski.

## Życiorys
Ukończyła studia na Wydziale Nauk Historycznych i Pedagogicznych Uniwersytetu Wrocławskiego w zakresie nauczania początkowego, a także studia podyplomowe z zakresu pedagogiki w Wyższej Szkole Humanistycznej im. Króla Stanisława Leszczyńskiego w Lesznie. Pracowała jako nauczycielka w Zespole Szkół nr 2 w Kościanie, a w latach 2006–2011 była dyrektorem Społecznego Liceum Ogólnokształcącego dla dorosłych przy TWP w Kościanie. W 2011 została powołana na stanowisko wicekuratora oświaty w Kuratorium Oświaty w Poznaniu. Zaangażowała się również w działalność harcerską w ramach Związku Harcerstwa Polskiego.
Została członkiem Polskiego Stronnictwa Ludowego. W 2006 bezskutecznie kandydowała do rady miejskiej w Kościanie. W 2010 i 2014 kandydowała do rady powiatu kościańskiego (za drugim razem uzyskując mandat). Również w 2010 i 2014 kandydowała na stanowisko burmistrza Kościana, dwukrotnie przegrywając z urzędującym Michałem Jurgą. 22 grudnia 2014 premier Ewa Kopacz powołała ją na stanowisko wicewojewody wielkopolskiego z rekomendacji PSL. 9 grudnia 2015 odwołana z tej funkcji. W 2015 i 2019 wystartowała z listy PSL do Sejmu w okręgu kaliskim, zaś w 2018 i 2024 kandydowała do rady powiatu kościańskiego.
W 2002 otrzymała Brązowy Krzyż Zasługi.